# 미국 하원 의장
미국 하원 의장(영어: Speaker of the House)은 미국 연방 하원의 의장이다. 현직 미국 하원 의장은 공화당의 마이크 존슨이다. 미국의 대통령 유고 시에 대통령 계승순위에서 부통령에 이어 2번째에 해당한다.
관례적으로 하원 다수당의 원내대표가 의장을 맡고 있다. 명목상으로 의장은 취임하면 다수당 원내대표직에서 사퇴하게 되고 후임 원내대표가 임명되지만 실질적으로는 의장이 다수당 원내대표의 지위를 갖게 된다.

## 같이 보기
- 미국의 부통령(미국 상원 의장 겸임)